# 부여 부양재 및 신도비
부여 부양재 및 신도비는 충청남도 부여군 부여읍 중정리에 있다. 2020년 4월 3일 부여군의 향토문화유산 제151호로 지정되었다.

## 지정 사유
부여 부양재는 부여 지역의 대표적인 재실 유적으로 1928년에 건립되었으며, 고려말 문신인 퇴암 김거익 선생의 후손들에 의한 제례가 지속적으로 이루어지고 있어 보존관리 상태가 매우 양호하다. 또한 신도비의 경우 당대의 손꼽히는 유학자 김복한이 글을 짓고 서예가 윤용구가 글을 쓴 것으로서 역사적 가치가 있다고 판단되어 부양재와 함께 부여군 향토문화유산으로 지정되었다.